# 銅長尾雉
銅長尾雉（學名：Syrmaticus soemmerringii）是雉科長尾雉屬鳥類的一種，為日本的特有种，但在當地仍非常罕見，日語中常稱其為山鳥。
銅長尾雉的體長達136釐米。分佈于日本的山地森林中，以昆蟲、樹根、樹葉和穀物為食。

## 亞種

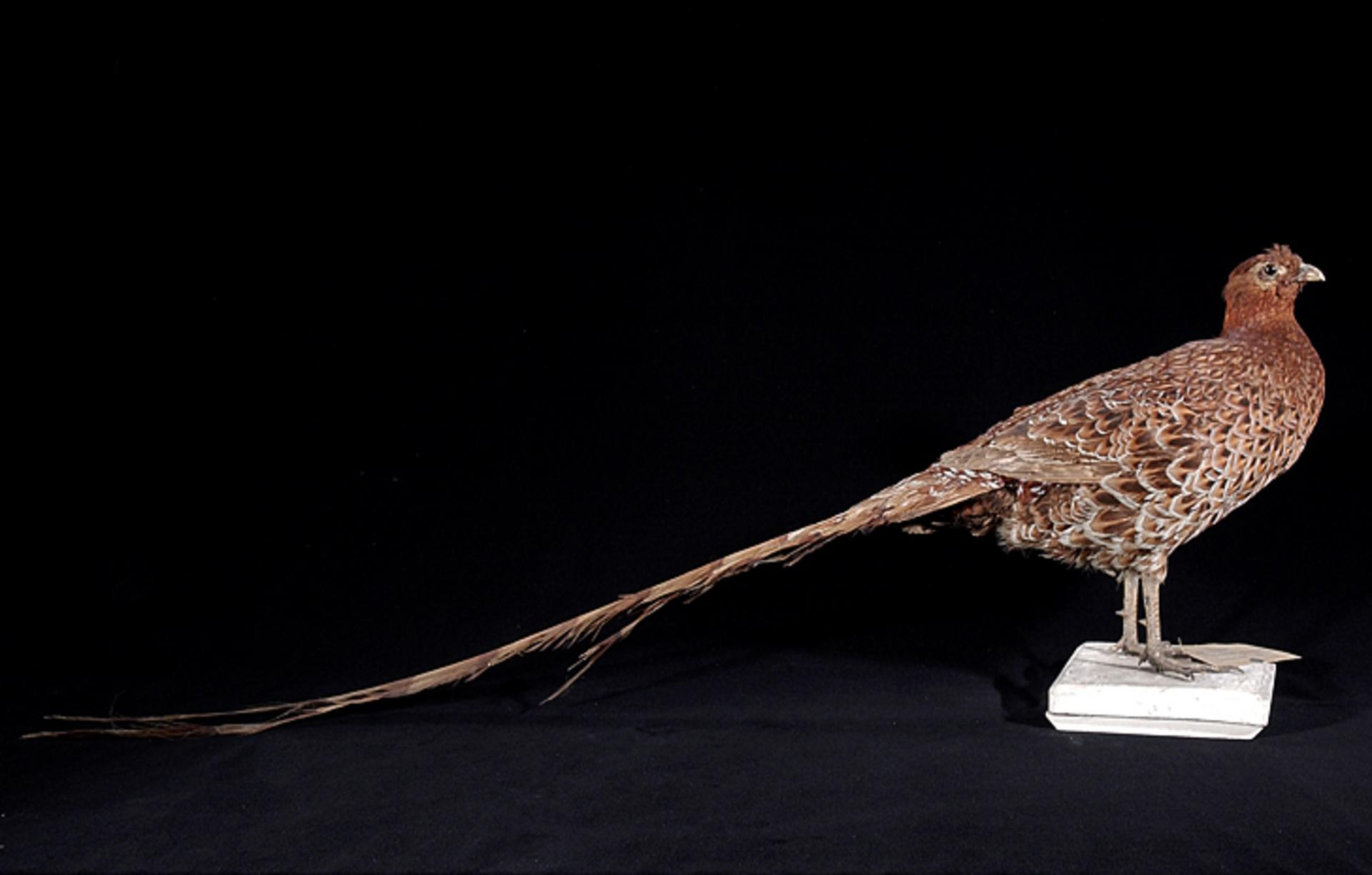
荷蘭自然生物多樣性中心收藏的雄鳥標本

目前認為銅長尾雉有五個亞種，皆分布於日本：
- 銅長尾雉南九州亞種（學名： (Dresser, 1902)）：分布於九州島南部。
- 銅長尾雉西南亞種（學名： (Kuroda, 1919)）：分布於本州島西部與四國島。
- 銅長尾雉北部亞種（學名： (Gould, 1866)）：分布於本州島北半部。
- 銅長尾雉指名亞種（學名： (Temminck, 1830)）：分布於九州島北部和中部。
- 銅長尾雉南本州亞種（學名： (Kuroda, 1919)）：本州島太平洋側南部 （房總半島、伊豆半島和紀伊半島等地）。